# Mesochorus remotus
Mesochorus remotus là một loài tò vò trong họ Ichneumonidae.